# ملكة الجمال (فلم)
ملكة الجمال هو فيلم مصري تم إنتاجه عام 1946، تأليف وإخراج توجو مزراحي و بطولة ليلى فوزي وكارم محمود. وهو أول فيلم يمثله المطرب كارم محمود. كما أنه آخر فيلم يخرجه توجو مزراحي في مصر.

## فريق العمل
إخراج وتأليف:توجو مزراحي 
إنتاج: الأفلام المصرية
بطولة:
- ليلى فوزي
- كارم محمود
- حسن فايق
- محمد كمال المصري
- ماري منيب
- عبد العزيز أحمد
- سعاد حسين
- سامية رشدي
- محمد الجنيدي

## روابط خارجية
- مقالات تستعمل روابط فنية بلا صلة مع ويكي بيانات